# Hamid Ahmed
Hamid Ahmed (arab. حامد احمد) – iracki koszykarz, uczestnik Letnich Igrzysk Olimpijskich 1948.
Był uczestnikiem igrzysk w Londynie. W pięciu spotkaniach olimpijskich zdobył siedem punktów, przy tym notując także 13 fauli. Razem z kolegami z reprezentacji zajął 22. miejsce, a jego drużyna przegrała wszystkie mecze turnieju.